# Platythomisus deserticola
Platythomisus deserticola là một loài nhện trong họ Thomisidae.
Loài này thuộc chi Platythomisus. Platythomisus deserticola được George Newbold Lawrence miêu tả năm 1936.